# Морзе (лунный кратер)
Кратер Морзе (лат. Morse) — большой ударный кратер в северном полушарии обратной стороны Луны. Название присвоено в честь американского изобретателя Сэмюэла Морзе (1791—1872) и утверждено Международным астрономическим союзом в 1970 г. Образование кратера относится к эратосфенскому периоду.

## Описание кратера

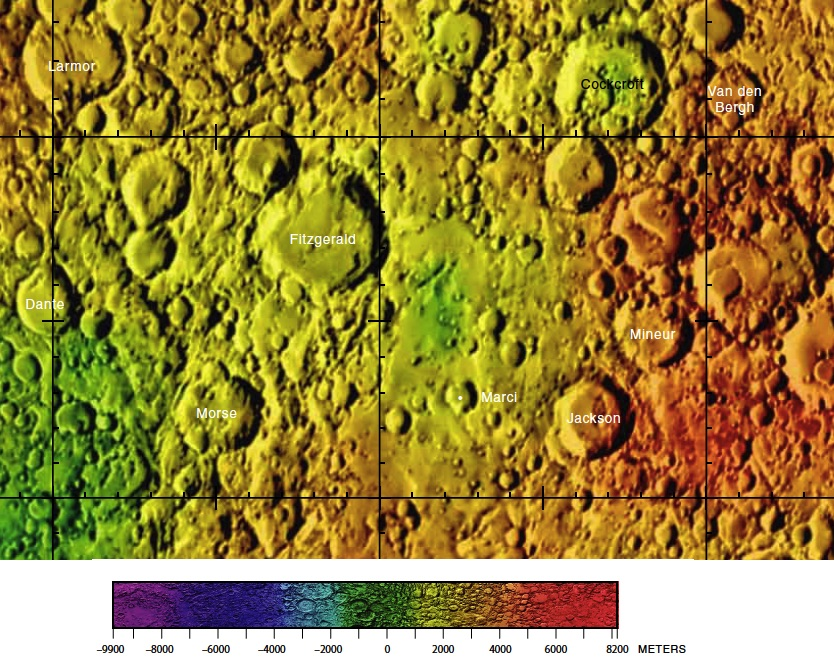
Окрестности кратера Морзе. Фрагмент карты обратной стороны Луны.

Ближайшими соседями кратера являются кратер Данте на северо-западе; кратер Фицджеральд на северо-востоке; кратер Марци на востоке и кратер Виртанен на юго-западе. На западе-юго-западе от кратера Морзе располагается Озеро Удовольствия. Селенографические координаты центра кратера 21°54′ с. ш. 175°17′ з. д. / 21,9° с. ш. 175,29° з. д., диаметр 72,8 км, глубина 2,8 км.
Кратер Морзе имеет полигональную форму и практически не разрушен. Вал с четко очерченной кромкой, юго-восточная часть вала перекрыта небольшим чашеобразным кратером, южная часть разорвана понижением местности. Внутренний склон вала террасовидной структуры. Высота вала над окружающей местностью 1340 м, объем кратера составляет приблизительно 5400 км³. Дно чаши пересеченное, с обилием небольших холмов. Имеется двойной центральный пик, несколько смещенный к северо-востоку от центра чаши и состоящий из анортозита (A) и габбро-норито-троктолитового анортозита с содержанием плагиоклаза 85-90 % (GNTA1)..

## Сателлитные кратеры

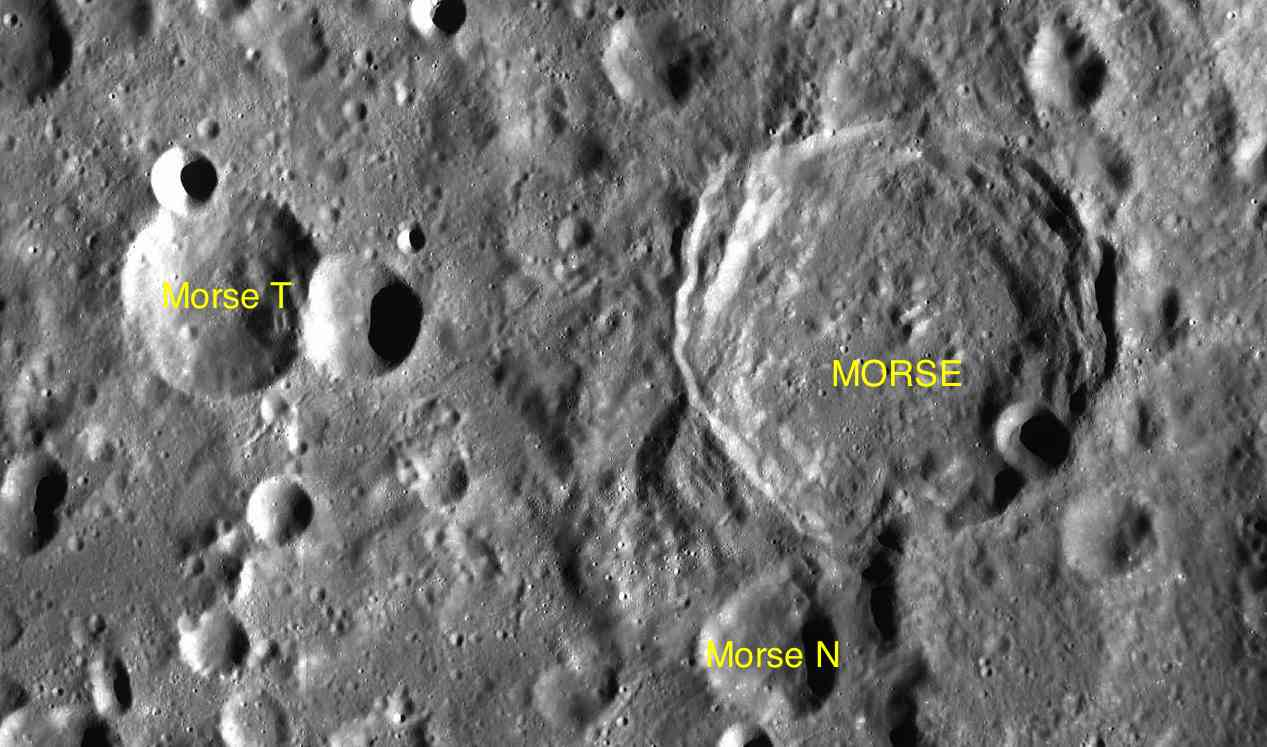
Фрагмент карты LAC-50.

| Морзе | Координаты                                              | Диаметр, км |
| ----- | ------------------------------------------------------- | ----------- |
| N     | 20°07′ с. ш. 176°07′ з. д. / 20,12° с. ш. 176,12° з. д. | 24,3        |
| T     | 22°11′ с. ш. 179°20′ з. д. / 22,18° с. ш. 179,34° з. д. | 35,9        |